# Schloss Wildenstein (Dietfurt an der Altmühl)
Burg Wildenstein ist der Rest einer ehemaligen Spornburg bzw. das im 17. Jahrhundert neu erbaute Schloss Wildenstein in Wildenstein, einem Ortsteil der Stadt Dietfurt an der Altmühl im bayerischen Landkreis Neumarkt in der Oberpfalz. Die Anlage ist unter der Aktennummer D-3-73-121-108 als denkmalgeschütztes Baudenkmal von Wildenstein verzeichnet. Ebenso wird sie als Bodendenkmal unter der Aktennummer D-3-6935-0114 im Bayernatlas als „archäologische Befunde im Bereich des ehem. Schlosses Wildenstein, zuvor mittelalterliche Burg“ geführt.

## Geschichte
Sie ist der namensgebende Stammsitz der Familie von Wildenstein. Ihre Zerstörung wurde im Bauernkrieg eingeleitet und fand im Zweiten Markgrafenkrieg ihr Ende. Das Vogtshaus unterhalb der Burgruine diente noch längere Zeit als Sitz von Vögten.

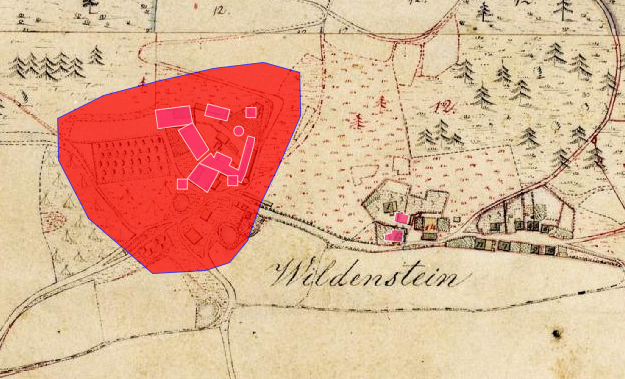
Lageplan von Schloss Wildenstein (Dietfurt an der Altmühl) auf dem Urkataster von Bayern

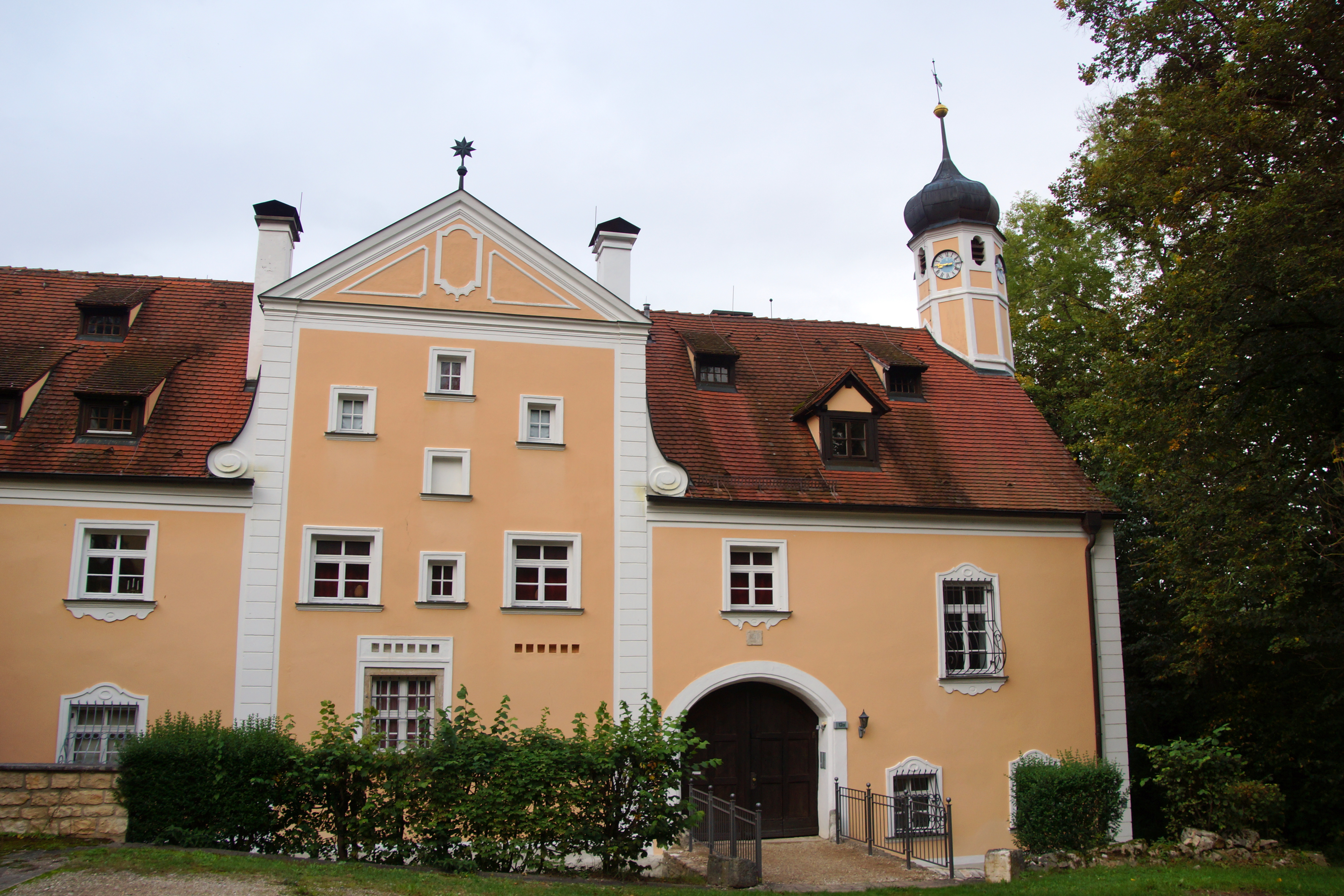
Vogtshaus von Schloss Wildenstein

## Baulichkeit
Das Schlossgebäude ist ein zweigeschossiger und traufständiger Satteldachbau, er besitzt einen Mittelrisalit mit Zwerchhaus. Das Gebäude ist im Kern mittelalterlich, die Toreinfahrt stammt aus dem 17./18. Jahrhundert. Westlich angebaut ist eine profanierte Schlosskapelle mit Putzgliederungen, einem Erkerturm und einer Zwiebelhaube von 1556. Der östliche Flügel ist ein dreigeschossiger Satteldachbau mit nördlicher Altane und ebenfalls Putzgliederungen, der aus dem 17. Jahrhundert stammt. 
Nördlich davon liegt das Sudhaus; dies ist ein zweigeschossiger Satteldachbau mit einem Fachwerkobergeschoss und Ziegelmauerwerk von 1922. Zu dem Ensemble gehört auch die ehemalige Brauereigaststätte, ein eingeschossiger Mansardwalmdachbau mit Zwerchhäusern, Eckerker, Putzgliederung und Garagen in neobarocker Form von 1922. Ebenso gehört dazu ein Stallstadel, ein traufständiger Satteldachbau mit Giebelmauern aus Bruchstein aus dem 18. Jahrhundert, ein ehemaliger Ökonomietrakt, dies ist ein Geschossbau mit Satteldach und Gewölbezonen in beiden Geschosse aus dem 18. Jahrhundert, sowie eine Remise, ein eingeschossiger Massivbau mit Satteldach aus dem 19. Jahrhundert. 

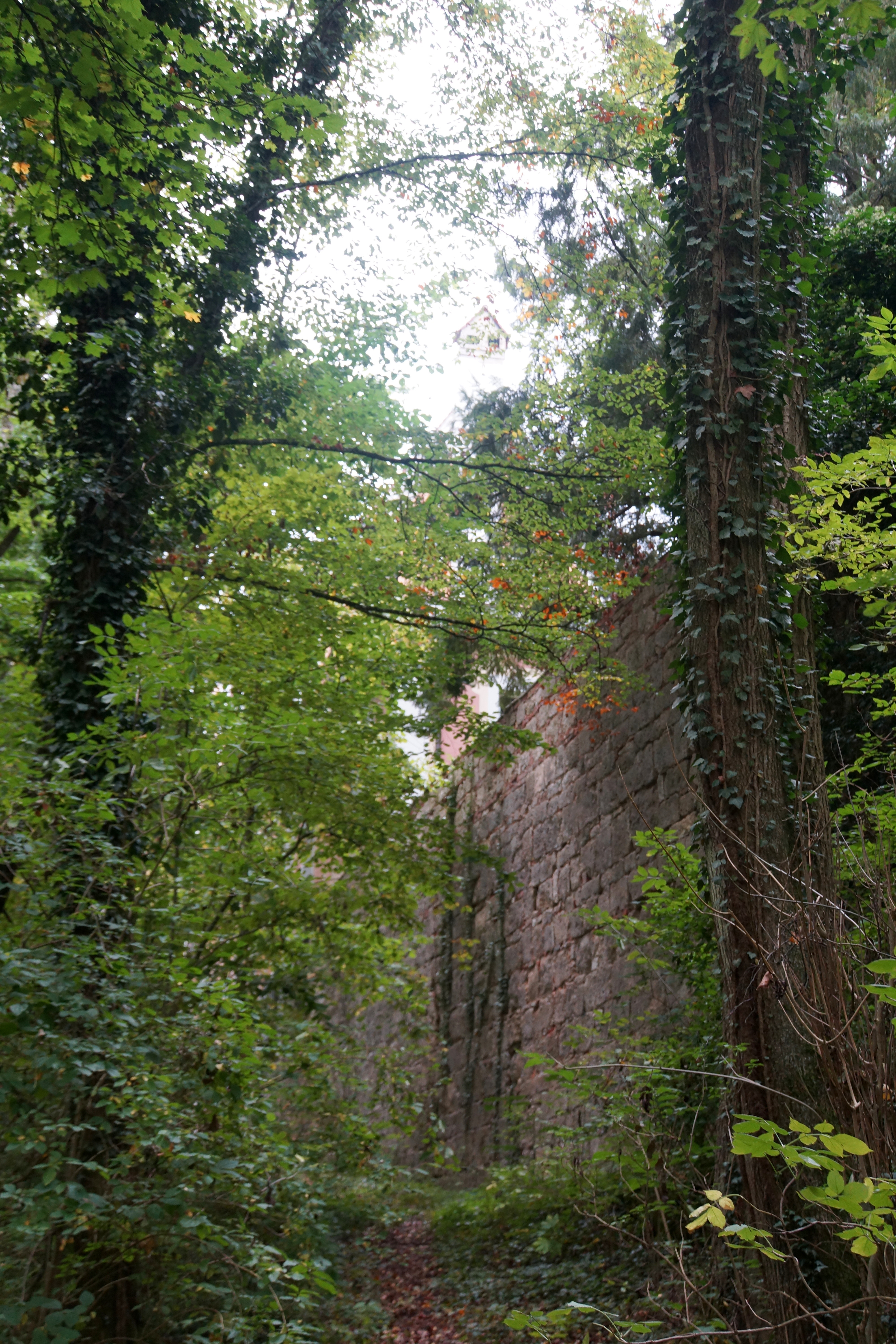
Söller der Ruine Wildenstein

Der Steinbrücke zur Toreinfahrt stammt aus dem 16. Jahrhundert. Im Park findet sich historisierende Staffagenarchitektur mit Treppengiebeln und Rundtürmchen aus dem 19. Jahrhundert. Im Nordosten der Anlage sind Reste der mittelalterlichen Burgmauer mit dem Söller aus Quadermauerwerk erhalten.